# Carmen (film din 2013)
Carmen este un film românesc din 2013 regizat de Doru Nițescu. Rolurile principale au fost interpretate de actorii Rodica Lazăr, Adrian Titieni, Maia Morgenstern.

## Prezentare
Carmen este o fată mică dintr-un sat de munte care suferă de o boală teribilă. Părinții ei fac tot posibilul ca să o salveze.

## Distribuție
Distribuția filmului este alcătuită din:
- Laura Creț — Dr. tânără
- Maria Obretin — Asistenta
- Mimi Brănescu — Puiu
- Carmen Lopăzan — Sanda
- Rodica Lazăr — Mariana
- Nicodim Ungureanu — Invitat la masă
- Adrian Titieni — Dr. Sitaru
- Doru Ana — Nașul Gelu Popean
- Maia Morgenstern — Dr. Janos
- Amalia Ciolan — Nașa
- Alexandru "Mike" Gheorghiu — Nicu
- Cătălin Stelian — Dr. tânăr
- Leonid Doni
- Monica Ghiuță — Mama lui Puiu
- Iulia Lupașcu — Carmen
- Constantin Drăgănescu — Tatăl lui Puiu
- Maria Teslaru — Anita
- Victoria Dicu — Bucătăreasa